# زنبور گال‌زا
زنبور گال‌زا (نام علمی: Cynipidae) نام یک تیره از زیرراسته باریک‌تنه‌داران است.
این زنبورها ایجاد بیماری گیاهی گال می‌کنند.